# Death (zespół punkowy)
Death – amerykańska grupa grająca muzykę punkową. Zdaniem krytyków muzycznych grupa grała punk, zanim powstał ten gatunek muzyki.
Zespół został założony w 1971 roku w Detroit w Stanach Zjednoczonych, przez trójkę afroamerykanów, braci Hackney. Ich zainteresowanie muzyką zaczęło się, gdy wraz z ojcem obejrzeli pierwszy telewizyjny występ The Beatles w programie The Ed Sulivan Show. Następnego dnia David Hackney znalazł zniszczoną gitarę, na której zaczął się uczyć grać. Początkowo bracia grali muzykę z nurtu R&B, ale po tym jak zobaczyli koncert Alice Coopera zaczęli grać rocka. Najmłodszy z braci, gitarzysta David, będący faktycznym liderem zespołu, przejawiał duże zainteresowanie muzyką hardrockową, co nie ułatwiło grupie znalezienia wytwórni płytowej w latach 70.
W 1975 roku zespołowi udało się nagrać siedem piosenek napisanych wcześniej przez Davida i Bobby’ego. Nagranie miało miejsce w wytwórni United Sound Studios w Detroit, a inżynierem dźwięku był Jim Vitti. Bracia Hackneyowie twierdzą, że owo nagranie znalazł szef wytwórni Columbia Records, Clive Davis i wstępnie zgodził się na wydanie płyty, ale pod warunkiem zmiany nazwy zespołu na bardziej komercyjny, bowiem w latach 70. nazwa „Death” wydawała się nadmiernie ekstremalna. Gdy Hackneyowie nie zgodzili się zmienić nazwy, Davis wycofał swoją propozycję. Pomimo tego, rok później zespół za pomocą własnych środków, pod szyldem wytwórni Tryangle wydał swój pierwszy singiel. Znalazły się na nim piosenki “Politicians in My Eyes” oraz “Keep on Knocking” (na stronie B).
Na początku lat 80. bracia przenieśli się do Burlington w stanie Vermont, gdzie nagrali dwa albumy z muzyką gospel, a zespół zmienił nazwę na The 4th Movement. Gitarzysta zespołu, David, wrócił do Detroit w 1982 roku i żył tam do 2000 roku, kiedy to umarł na raka płuc. Tymczasem Bobby i Dannis założyli zespół reggae, pod nazwą Lambsbread. Podczas undergroundowej imprezy w Kalifornii zostały przypadkowo puszczone ich wczesne nagrania (prezentujące obecnie wartość kolekcjonerską). Bracia zauważyli, że publiczność „oszalała” z wrażenia.
Synowie Bobby’ego, Bobby Hackney Jr., Julian Hackney i Urian Hackney wraz z przyjaciółmi, Dylanem Giambatistą i Stevenem Hazenem Williamsem założyli punkową grupę Rough Francis. Ich muzyka jest hołdem dla grupy ojca. Nagrywają również własne oryginalne utwory, wyraźnie zainspirowane muzyką Death.
Dzięki członkom zespołu Rough Francis udało się odnaleźć taśmy z archiwalnymi nagraniami Death. W 2009 roku wydawnictwo muzyczne Drag City Records zebrało wszystkie dotychczasowe nagrania Death na CD ...For the Whole World to See. Wydana po ponad 30 latach od powstania zespołu płyta została uznana za wielkie muzyczne wydarzenie, choć zebrała różne oceny. We wrześniu 2009 roku zespół zagrał trzy koncerty z gitarzystą Bobbiem Duncanem (członkiem grupy Lambsbread), zastępującym zmarłego Davida Hackneya.

## Dyskografia
- „Politicians in My Eyes”/„Keep on Knocking” 7” (1976)
- ...For the Whole World to See (2009)
- Spiritual • Mental • Physical (2011)